# Trolejbusy w Samarkandzie
Trolejbusy w Samarkandzie − zlikwidowany system komunikacji trolejbusowej w Samarkandzie w Uzbekistanie.
Trolejbusy w Samarkandzie uruchomiono 20 grudnia 1957. W kolejnych latach wybudowano kolejne linie. Ostatnie linie trolejbusowe zamknięto 17 lutego 2005.

## Linie
W Samarkandzie istniało 6 linii trolejbusowych:
- 1: Ж.д. вокзал - Базар
- 2: Базар - Завод холодильников
- 3: Ж.д. вокзал - Базар
- 4: Ж.д. вокзал - Пл. Коксарой
- 5: Ж.д. вокзал - Базар
- 6: пл. Регистан - Сартепо

## Tabor
W 2005 mieście znajdowało się 26 trolejbusów z czego tylko 9 trolejbusów eksploatowano, a w ostatnim dniu eksploatacji trolejbusów w Samarkandzie tylko 5 wyjechało na linie.